# Knuckle Puck
I Knuckle Puck sono un gruppo musicale statunitense formatosi a Chicago, nell'Illinois, nel 2010.

## Storia del gruppo
Si formano come una cover band nella primavera del 2010 dall'idea del cantante Joe Taylor, il chitarrista Kevin Maida e il batterista John Siorek. Il nome del gruppo deriva da una t-shirt della band Stick To Your Guns, che recitava Knuckle Puck Crew, con riferimento al film Stoffa da campioni. I tre cominciano a scrivere le proprie canzoni nel 2011, con l'aggiunta alla formazione del chitarrista Nick Casasanto, e nello stesso anno si esibiscono per la prima volta dal vivo e pubblicano il loro EP di debutto, eponimo. Dopo la pubblicazione di altri tre EP autoprodotti, realizzano uno split con i gallesi Neck Deep, pubblicato dalla Hopeless Records e dalla Bad Timing nel febbraio 2014. Nel 2012 Ryan Rumchaks entra come bassista nella formazione, ruolo precedentemente affidato in modo temporaneo a diversi amici della band.
Il 15 maggio 2014 viene pubblicato in Giappone, dalla Ice Grills, 2012-2013 Mixtape, una raccolta comprendente i loro tre EP indipendenti Acoustics, Don't Come Home e The Weight That You Buried. Il 23 ottobre successivo esce invece l'EP While I Stay Secluded, il primo e unico pubblicato con la Bad Timing. Sempre nello stesso anno partecipano alla compilation Punk Goes Pop 6 con una cover dei The 1975. Nel dicembre dello stesso anno firmano un contratto discografico con la Rise Records, con cui pubblicano, nell'estate 2015, il loro album di debutto Copacetic.

## Stile musicale e influenze
Lo stile musicale dei Knuckle Puck è stato descritto da James Christopher Monger di AllMusic come "un mix melodico di punk rock vecchia scuola ed emo" e comparato a band come The Wonder Years, The Story So Far e Rise Against.
Copacetic è stato descritto come emo e pop punk. Timothy Monger di All Music ha notato che il sound dell'album "spazia dall'emo fiammeggiante, epico e pop-punk fino a toni più lenti e contemplativi." Troy L. Smith di Cleveland.com l'ha paragonato agli album pop punk dei primi anni 2000, come No Pads, No Helmets...Just Balls dei Simple Plan e Sticks and Stones dei New Found Glory.
La band ha citato i blink-182 come influenza musicale.

## Formazione
- Joe Taylor – voce (2010-presente)
- Kevin Maida – chitarra (2010-presente)
- Nick Casasanto – chitarra, voce secondaria (2011-presente)
- John Siorek – batteria, percussioni (2010-presente)
- Ryan Rumchaks – basso (2012-presente), cori (2017-presente)

## Discografia

### Album in studio
- 2015 – Copacetic
- 2017 – Shapeshifter
- 2020 – 20/20
- 2023 – Losing What We Love

### Raccolte
- 2014 – 2012-2013 Mixtape

### EP
- 2011 – Knuckle Puck
- 2012 – Acoustics
- 2012 – Don't Come Home
- 2013 – The Weight That You Buried
- 2014 – Tour Split (split con i Neck Deep)
- 2014 – While I Stay Secluded
- 2022 – Disposable Life

### Singoli
- 2014 – Oak Street
- 2015 – Disdain
- 2015 – True Contrite
- 2017 – Calendar Days/Indecisive
- 2017 – Shapeshifter
- 2020 – Tune You Out
- 2020 – Breathe (feat. Derek Sanders)
- 2020 – What Took You So Long?
- 2020 – Earthquake
- 2021 – Levitate
- 2022 – Gasoline
- 2022 – Groundhog Day
- 2023 – The Tower
- 2023 – Losing What We Love
- 2024 – Stick Season (cover di Noah Kahan)

### Apparizioni in compilation
- 2015 – 2015 Warped Tour Compilation (con Bedford Falls)
- 2018 – 2018 Warped Tour Compilation (con Double Helix)

## Videografia

### Video musicali
| Titolo        | Anno | Regista           |
| ------------- | ---- | ----------------- |
| No Good       | 2014 | Eric Teti         |
| Oak Street    | 2014 | —                 |
| Disdain       | 2015 | Max Moore         |
| True Contrite | 2015 | Max Moore         |
| Pretense      | 2016 | YEAH! Films       |
| Double Helix  | 2017 | Shifty Dimensions |
| Gone          | 2017 | YEAH! Films       |
| Breathe       | 2020 | Ian Shelton       |
| Earthquake    | 2020 | Chris Strong      |
| The Tower     | 2023 | Errick Easterday  |
| You & I       | 2023 | Errick Easterday  |

## Filmografia

### Documentari
- 2020 – The Tapes